# Dryopteris daliensis
Dryopteris daliensis là một loài thực vật có mạch trong họ Dryopteridaceae. Loài này được Z.R. Wang miêu tả khoa học đầu tiên năm 1985.